# Карбюризатор
Карбюриза́тор (від фр. carburer — збагачувати вуглецем) — речовина (тверда, рідка або газоподібна), за допомогою якої збагачують вуглецем поверхню сталевих виробів при цементації. Тобто за допомогою карбюризатору роблять загартування поверхні металів (сталі, чавуну). Час загартування залежить від якості карбюризатору і може тривати до 12 годин.
На дно спеціальної ємності кладуть спочатку карбюризатор, потім деталі, які треба загартувати і зверху ще шар карбюризатору. Потім ця ємність  направляється до високотемпературної печі для подальшої термічної обробки та загартування.
Твердий карбюризатор — деревне вугілля, просочене розчинами мінеральних солей: вуглекислими барієм, кальцієм тощо. За ГОСТ 2407-83 постачається у вигляді зерен розміром 3,6…10 мм, покритих плівкою вуглекислого барію, масова частка якого становить 20±2%. Якісний карбюризатор роблять тільки з деревного вугілля ГОСТ 7657-84 марки А вищого ґатунку. 
Як газоподібний карбюризатор може використовуватись очищений природний газ, пропан або бутан.
До рідких карбюризаторів належать гас, синтин, триетаноламін.